# Luc Robitaille
Luc Jean-Marie Robitaille (* 17. Februar 1966 in Montreal, Québec) ist ein ehemaliger kanadischer Eishockeyspieler und derzeitiger -funktionär. Der linke Flügelstürmer absolvierte über 1500 Spiele in der National Hockey League, den Großteil davon für die Los Angeles Kings, für die er über 1000 Punkte erzielte und bei denen er mehrere Franchise-Rekorde hält. Den Stanley Cup gewann er 2002 mit den Detroit Red Wings sowie als Funktionär der Kings in den Jahren 2012 und 2014, denen er mittlerweile als Präsident vorsteht. Darüber hinaus fungiert er seit Februar 2017 als Aufsichtsratsvorsitzender der Eisbären Berlin.
Mit der kanadischen Nationalmannschaft gewann Robitaille den Canada Cup 1991 und wurde 1994 Weltmeister.

## Karriere

### Als Spieler
Trotz einer ordentlichen Saison mit den Hull Olympiques in der kanadischen Juniorenliga Ligue de hockey junior majeur du Québec sahen die Scouts eher Robitailles läuferische Schwächen als eventuelle Stärken und so dauerte es beim NHL Entry Draft 1984 bis zur neunten Runde, in der die Los Angeles Kings den Stürmer als 171. zogen. Schon in den nächsten beiden Jahren in Hull zeigte Robitaille mit 148 und 191 Punkten welches Potential in ihm steckte.
Zur Saison 1986/87 holten die Los Angeles Kings Robitaille in ihr Team und die Scouts wurden nun eines besseren belehrt. In 79 Spielen erzielte er 45 Tore und brachte es auf 84 Punkte. Dies brachte ihm die Calder Memorial Trophy als bester Rookie ein. Auch in den kommenden sieben Jahren in Los Angeles sollte er immer mehr als 40 Tore schießen. Jahr für Jahr war er einer der Top Scorer bei den Kings. Seine beste Saison hatte er 1992/93. Mit 125 Punkten stellte er eine bis heute gültige Saison-Bestmarke für einen Linksaußen auf. Er war auch der erste, dem es gelang Topscorer eines Teams zu werden, in dem Wayne Gretzky spielte. In dieser Saison schafften die Kings den Einzug ins Stanley-Cup-Finale, scheiterten dort aber an den Montréal Canadiens. Zur Saison 1994/95 gaben die Kings Robitaille im Tausch gegen Rick Tocchet und einen Draftpick an die Pittsburgh Penguins ab.
Nur eine Saison blieb er in Pittsburgh, bevor er zu den New York Rangers wechselte. Hier blieb er für zwei Spielzeiten, bevor ihn die Kings im Tausch für Kevin Stevens zurück nach Los Angeles holten.
Seine Rückkehr war nicht so triumphal wie man hätte erwarten können. Durch Verletzungen gehandicapt, konnte er nicht an die großen Leistungen vergangener Tage anknüpfen. Erst in seiner zweiten Saison 1998/99 könnte er wieder die Erwartungen der Fans erfüllen. 2001 als Free Agent konnte man seinen Wunsch einmal den Stanley Cup zu gewinnen in LA nicht erfüllen und so versuchte er sein Glück bei den Detroit Red Wings. Dort erreichte er endlich sein großes Ziel und gewann mit ihnen den Stanley Cup. In der stark besetzten Offensive der Red Wing trug er mit 30 Toren und 20 Assists einen respektablen Teil zum Meisterschaftssieg bei. Seine zweite Saison in Detroit verlief hingegen enttäuschend.
Zum dritten Mal kam er zur Saison 2003/04 nach Los Angeles zurück und konnte im Alter von 38 Jahren die Scorerliste der Kings anführen. Nach der Streiksaison 2004/05 ging er für die Kings in eine weitere Saison. In dieser konnte er den alten Rekord von Marcel Dionne mit 550 Toren für die Kings brechen. Sein letztes Spiel bestritt er am 17. April 2006 im HP Pavillon in San Jose, die Kings besiegten die Sharks mit 4:0. Robitaille blieb in diesem Spiel ohne Scorerpunkt.
Insgesamt erzielte Robitaille über 1000 Punkte im Trikot der Kings und rangiert damit in deren ewiger Scorerliste auf Position zwei hinter Marcel Dionne. Mit insgesamt 1394 Punkten nahm er zudem zum Zeitpunkt seines Karriereendes den 19. Platz in der ewigen NHL-Scorerliste ein.
Am 21. August 2006 gaben die Los Angeles Kings bekannt, dass Robitailles Nummer 20 am 20. Januar 2007 vor dem Spiel gegen die Phoenix Coyotes in einer Zeremonie offiziell gesperrt und die Nummer somit an keinen Spieler mehr vergeben wird. Ferner wurde er 2009 mit der Aufnahme in die Hockey Hall of Fame geehrt.

### Als Funktionär
Bereits im Mai 2007 kehrte Robitaille als Funktionär zu den Kings zurück und übernahm dort die Position des President of Business Operations. In dieser Funktion gewann er mit den Kings 2012 und 2014 den Stanley Cup; ein Erfolg, der ihm mit dem Team als Spieler verwehrt blieb. Parallel zu seiner Tätigkeit in Los Angeles übernahm der Kanadier im Februar 2017 die Rolle des Aufsichtsratsvorsitzenden bei den Eisbären Berlin – beide Teams gehören der Anschutz Entertainment Group. Mit der Entlassung von Dean Lombardi im April 2017 übernahm Robitaille schließlich auch die Position des Präsidenten der Los Angeles Kings.

## Erfolge und Auszeichnungen
| - 1985 LHJMQ Second All-Star-Team - 1986 Coupe-du-Président-Gewinn mit den Hull Olympiques - 1986 Trophée Guy Lafleur (gemeinsam mit Sylvain Côté) - 1986 LHJMQ First All-Star-Team - 1986 CHL Player of the Year - 1986 Memorial Cup All-Star-Team - 1987 Calder Memorial Trophy - 1987 NHL All-Rookie Team - 1987 NHL Second All-Star Team - 1988 Teilnahme am NHL All-Star Game - 1988 NHL First All-Star Team - 1989 Teilnahme am NHL All-Star Game - 1989 NHL First All-Star Team - 1990 Teilnahme am NHL All-Star Game | - 1990 NHL First All-Star Team - 1991 Teilnahme am NHL All-Star Game - 1991 NHL First All-Star Team - 1992 Teilnahme am NHL All-Star Game - 1992 NHL-Spieler des Monats Februar - 1992 NHL Second All-Star Team - 1993 Teilnahme am NHL All-Star Game - 1993 NHL First All-Star Team - 1999 Teilnahme am NHL All-Star Game - 2001 Teilnahme am NHL All-Star Game - 2001 NHL Second All-Star Team - 2002 Stanley-Cup-Gewinn mit den Detroit Red Wings - 2007 Aufnahme in den Temple de la Renommée de la LHJMQ - 2009 Aufnahme in die Hockey Hall of Fame |

### International
- 1986 Silbermedaille bei der Junioren-Weltmeisterschaft
- 1991 Goldmedaille beim Canada Cup
- 1994 Goldmedaille bei der Weltmeisterschaft

### Als Funktionär
- 2012 Stanley-Cup-Gewinn mit den Los Angeles Kings
- 2014 Stanley-Cup-Gewinn mit den Los Angeles Kings

## Karrierestatistik

### International
Vertrat Kanada bei:
- Junioren-Weltmeisterschaft 1986
- Canada Cup 1991
- Weltmeisterschaft 1994

(Legende zur Spielerstatistik: Sp oder GP = absolvierte Spiele; T oder G = erzielte Tore; V oder A = erzielte Assists; Pkt oder Pts = erzielte Scorerpunkte; SM oder PIM = erhaltene Strafminuten; +/− = Plus/Minus-Bilanz; PP = erzielte Überzahltore; SH = erzielte Unterzahltore; GW = erzielte Siegtore; 1 Play-downs/Relegation; Kursiv: Statistik nicht vollständig)

## Rekorde
NHL
- 668 Tore als Linksaußen
- 1.394 Punkte als Linksaußen
- 125 Punkte in einer Saison als Linksaußen (1992/93)

Los Angeles Kings
- 84 Punkte als Rookie (45 Tore und 39 Vorlagen; 1986/87)
- 557 Tore für die Los Angeles Kings

## Persönliches
Luc Robitaille hatte 1995 einen Kurzauftritt im Film Sudden Death, 2009 in der Episode „Zündstoff im Eis“ der Serie Bones – Die Knochenjägerin und 2013 in der achten Staffel von How I Met Your Mother.
2006 veröffentlichte die schwedische Band Mando Diao in ihrem Album Ode to Ochrasy das Lied Welcome Home, Luc Robitaille, inspiriert von Robitaille, dem ehemaligen Lieblingsspieler des Sängers Gustaf Norén.
Da er mit der Amerikanerin Stacy Toten liiert ist, nimmt er für deren Sohn Steven R. McQueen die Rolle des Stiefvaters ein. McQueen ist der leibliche Sohn des Produzenten Chad McQueen.
Seit 2006 besitzt Robitaille neben der kanadischen auch die Staatsbürgerschaft der Vereinigten Staaten.